# موزه تاریخ آلمان
موزه تاریخ آلمان (آلمانی: Deutsches Historisches Museum؛ به اختصار DHM)، موزه‌ای است واقع در برلین که به بیان تاریخ کشور آلمان اختصاص دارد. این موزه غالباً به عنوان یکی از مهم‌ترین و پربازدیدترین موزه‌های شهر برلین شناخته می‌شود.
این موزه از دو ساختمان تشکیل شده‌است: ساختمان اصلی موزه تحت عنوان Zeughaus که در خیابان Unter den Linden واقع شده و همچنین سالن نمایشگاهی که توسط آی. ام. پی طراحی شده‌است.
موزه تاریخ آلمان به شکل قانونی توسط جمهوری فدرال آلمان به ثبت رسیده‌است. مدیریت عالی آن توسط هیئت امنایی متشکل از نمایندگان دولت فدرال، نمایندگانی از پارلمان آلمان (بوندستاگ)، و همچنین رهبران ایالت‌های ۱۶ گانه آلمان صورت می‌گیرد.

## چگونگی تأسیس و تاریخچه
این موزه در تاریخ ۲۸ اکتبر سال ۱۹۸۷ میلادی و در ۷۵۰امین سالگرد تأسیس شهر برلین، در ساختمانی موسوم به «رایشزتاگ» واقع در برلین غربی بنیان‌گذاری شد. پس از موفقیّت یک نمایشگاه تاریخی دربارهٔ «پروس» که در مارتین-گروپیوس-باو برگزار شد، شهردار حاکم بر منطقهٔ برلین غربی؛ ریچارد فون ویزکر، چهار مورخ برجسته یعنی: هارتموت بوکمان، ابرهارد یِکِل، هاگن شولز و همچنین مایکل اشتومر را گرد هم آورد تا پیش‌نویس طرحی را آماده کنند که در نهایت در ژانویه ۱۹۸۲ تحت عنوان طرح «موزه تاریخ آلمان» به اتمام رسید. این پروژه از حمایت ویژهٔ صدر اعظم آلمان «هلموت کُهل» برخوردار بود که در سخنرانی خود در مقابل ملّت، تأسیس «موزه تاریخ آلمان» را یک اولویت ملّی و همچنین یک مسئلهٔ مهم برای اروپا خواند، قبل از آنکه طرح موزه در مورخ ۲۷ فوریه ۱۹۸۵ در مجلس فدرال آلمان مطرح شود. یک کمیسیون متشکل از ۱۶ مورخ برجسته، مورخان هنر و مدیران موزه‌ای در سال‌های ۱۹۸۵ و ۱۹۸۶ روی طرح مفهومی موزه کار کردند و بالاخره آن را در ۱۹۸۶ برای بحث در جلسات عمومی مجلس آماده کردند که نسخهٔ نهایی آن، پایهٔ تشکیل DHM شد. هستهٔ اولیّهٔ طرح موزه به بیان تاریخ آلمان در یک زمینه بین‌المللی اختصاص داشت. یک برداشت چندبعدی با هدف درک دیدگاه‌های دیگران، به این منظور که یک انعکاس سطح بالا در تاریخ و فرهنگ ایجاد نماید، آن هم در زمانی که زندگی روزمره در ابعاد بین‌المللی مطرح و کار و تجارت به صورت جهانی درآمده بودند. در ۲۸ ژوئیهٔ ۱۹۸۷ تفاهم نامهٔ همکاری در خصوص راه‌اندازی موقت «موزهٔ تاریخ آلمان» به عنوان یک شرکت خصوصی با مسئولیت محدود، بین جمهوری فدرال آلمان و منطقهٔ برلین غربی منعقد شد.